# America's Next Top Model (settima edizione)
La settima edizione del programma televisivo America's Next Top Model è andata in onda dal 20 settembre al 6 dicembre 2006 su The CW, non più su UPN.

Lo slogan è The Competition Won't Be Pretty (Il Concorso non sarà carino) e la colonna sonora della stagione è Hot Stuff (I Want You Back) delle Pussycat Dolls.

Fino ad oggi questa è stata la stagione di America's Next Top Model più seguita sulla rete The CW, con una media di 5.130.000 di spettatori a puntata.

La vincitrice CariDee English ha vinto un contratto di rappresentanza per la Elite Model Management, un servizio fotografico per la copertina e una delle sei pagine all'interno di Seventeen, nonché un contratto di 100000 $ con la CoverGirl.

È la prima ed unica edizione che vede come concorrenti due gemelle omozigote, Amanda e Michelle, le quali finirono anche in ballottaggio insieme.

## Concorrenti
| Concorrente                        | Età1 | Altezza | Città di provenienza      | Posizione                  |
| ---------------------------------- | ---- | ------- | ------------------------- | -------------------------- |
| Christian Evans                    | 19   | 175 cm  | Columbia, South Carolina  | Eliminata nell'episodio 2  |
| Megan Morris                       | 23   | 178 cm  | San Francisco, California | Eliminata nell'episodio 3  |
| Monique Calhoun                    | 19   | 178 cm  | Chicago, Illinois         | Eliminata nell'episodio 4  |
| Megan "Megg" Morales               | 18   | 178 cm  | Los Angeles, California   | Eliminata nell'episodio 5  |
| Alexandra-Jayne "A.J." Stewart     | 20   | 180 cm  | Sacramento, California    | Eliminata nell'episodio 6  |
| Brooke Miller                      | 18   | 177 cm  | Keller, Texas             | Eliminata nell'episodio 7  |
| Anchal Joseph                      | 19   | 178 cm  | Homestead, Florida        | Eliminata nell'episodio 9  |
| Jaeda Young                        | 18   | 185 cm  | Parkersburg, Iowa         | Eliminata nell'episodio 10 |
| Michelle Babin                     | 18   | 182 cm  | Anaheim, California       | Eliminata nell'episodio 11 |
| Amanda Babin                       | 18   | 182 cm  | Anaheim, California       | Eliminata nell'episodio 12 |
| Eugena Washington                  | 21   | 177 cm  | Palmdale, California      | Eliminata nell'episodio 13 |
| Melissa Rose "Melrose" Bickerstaff | 23   | 175 cm  | San Francisco, California | Seconda classificata       |
| CariDee English                    | 21   | 179 cm  | Fargo, North Dakota       | Vincitrice                 |

 1 L'età delle concorrenti si riferisce all'anno della messa in onda del programma

## Makeover
- A.J.: Capelli più corti e più chiari
- Amanda: Capelli tinti color rosso acceso
- Anchal: Fronte più alta e capelli scalati
- Brooke: Capelli tinti color cioccolato
- CariDee: Onde ai capelli
- Eugena: Extension
- Jaeda: Taglio molto corto
- Megan: Capelli tinti color biondo platino
- Megg: Extension e capelli più mossi
- Melrose: Capelli tinti color biondo
- Michelle: Capelli tinti color rosso ramato
- Monique: Capelli mossi

## Ordine di eliminazione
| 1  | Melrose   | Michelle  | Melrose  | A.J.     | CariDee  | Brooke   | Amanda   | CariDee  | Melrose  | Eugena   | Melrose | CariDee | CariDee |  |  |  |
| 2  | Jaeda     | CariDee   | Anchal   | Jaeda    | Eugena   | Melrose  | CariDee  | Melrose  | Eugena   | Melrose  | Eugena  | Melrose | Melrose |  |  |  |
| 3  | Michelle  | A.J.      | Amanda   | Brooke   | A.J.     | Amanda   | Anchal   | Jaeda    | Amanda   | CariDee  | CariDee | Eugena  |         |  |  |  |
| 4  | Eugena    | Megan     | Michelle | Anchal   | Melrose  | CariDee  | Melrose  | Amanda   | Michelle | Amanda   | Amanda  |         |         |  |  |  |
| 5  | Brooke    | Anchal    | A.J.     | Michelle | Michelle | Michelle | Jaeda    | Eugena   | CariDee  | Michelle |         |         |         |  |  |  |
| 6  | Anchal    | Megg      | CariDee  | Melrose  | Anchal   | Eugena   | Michelle | Michelle | Jaeda    |          |         |         |         |  |  |  |
| 7  | A.J.      | Monique   | Brooke   | Megg     | Amanda   | Anchal   | Eugena   | Anchal   |          |          |         |         |         |  |  |  |
| 8  | Christian | Amanda    | Eugena   | Amanda   | Brooke   | Jaeda    | Brooke   |          |          |          |         |         |         |  |  |  |
| 9  | Megg      | Jaeda     | Megg     | CariDee  | Jaeda    | A.J.     |          |          |          |          |         |         |         |  |  |  |
| 10 | Megan     | Eugena    | Monique  | Eugena   | Megg     |          |          |          |          |          |         |         |         |  |  |  |
| 11 | CariDee   | Brooke    | Jaeda    | Monique  |          |          |          |          |          |          |         |         |         |  |  |  |
| 12 | Amanda    | Melrose   | Megan    |          |          |          |          |          |          |          |         |         |         |  |  |  |
| 13 | Monique   | Christian |          |          |          |          |          |          |          |          |         |         |         |  |  |  |

- L'episodio 8 è il riassunto dei precedenti.

     La concorrente è stata eliminata
     La concorrente ha vinto la competizione

## Servizi fotografici
- Episodio 1: Nude sui tetti (casting).
- Episodio 2: Stereotipi sulle modelle.
- Episodio 3: Hair Wars.
- Episodio 4: Sfilata sull'acqua.
- Episodio 5: Personaggi del circo.
- Episodio 6: Interpretando celebri coppie.
- Episodio 7: Storia d'amore con Fabio Lanzoni.
- Episodio 9: Pubblicità CoverGirl nello spazio.
- Episodio 10: Pubblicità di deodorante in catalano.
- Episodio 11: Toreri.
- Episodio 11: Coppie di Ninfe galleggianti.
- Episodio 13: Pubblicità per CoverGirl Outlast Double Lip Shine e servizio per la copertina e l'inserto Beauty in Vogue.